# 마스 사베 엘 디아블로
《마스 사베 엘 디아블로》(스페인어: Más sabe el diablo)는 2009년 방영된 미국의 텔레노벨라이다.

## 같이 보기
- 텔레노벨라